# Chignon suève

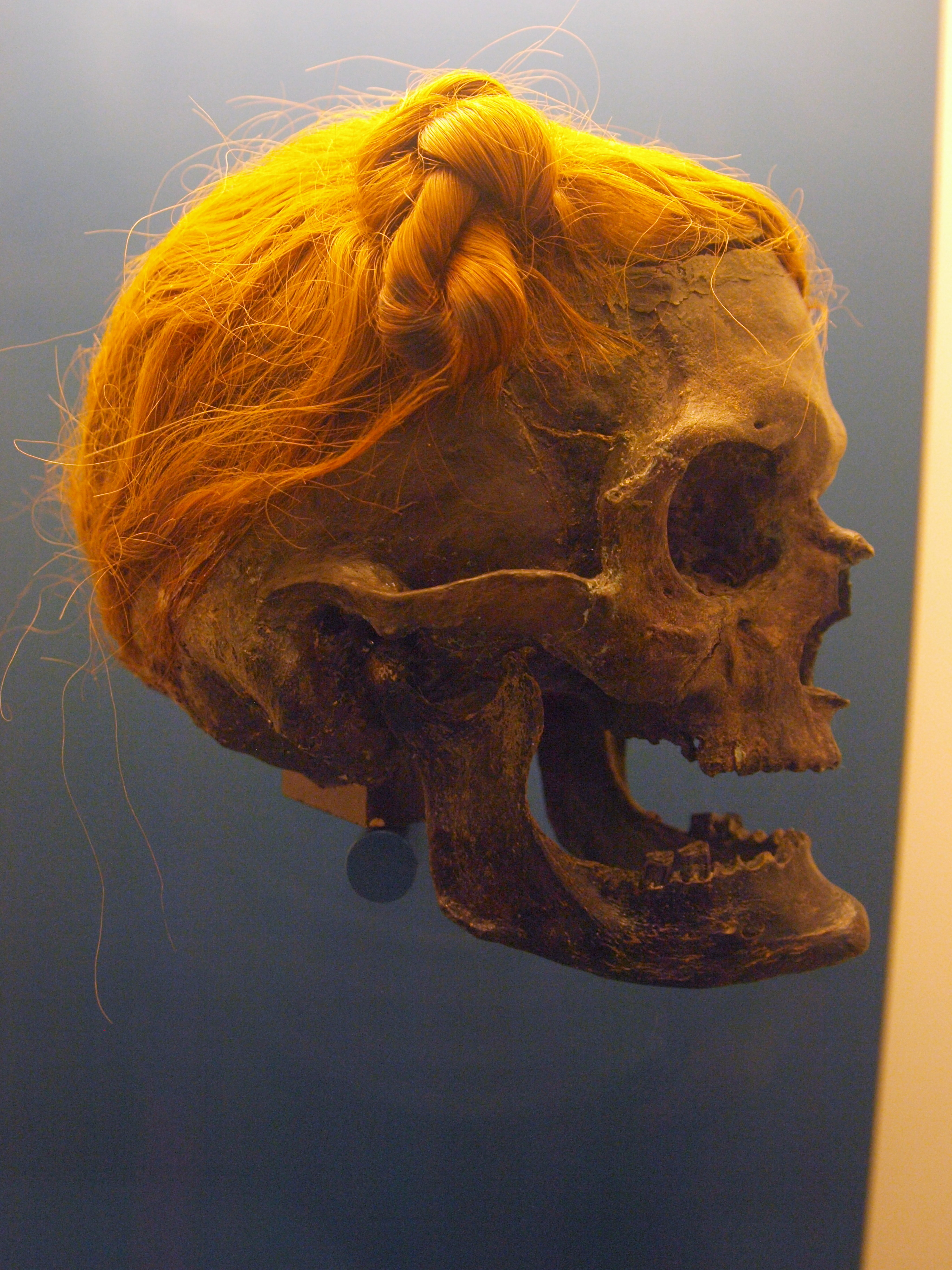
Le crâne de l’Homme d'Osterby présente un chignon suève.

Le chignon suève est une coiffure masculine ethnique dont l'usage est attribué par les auteurs latins à la tribu germanique des Suèves. Outre la mention qu'en fait Tacite dans son essai La Germanie (Ier siècle), ce chignon est attesté par des statuettes et des bas-reliefs antiques, et on l'a retrouvé sur certains hommes des tourbières.

## Témoignages historiques
Selon la Germania de Tacite, les guerriers suèves ramenaient leurs cheveux en arrière ou latéralement et les maintenaient par un chignon noué, peut-être pour paraître plus grand ou plus farouche à leurs adversaires :

« Leur particularité est de ramener leurs cheveux d'un côté en les nouant pour les fixer. C'est ainsi que les Suèves se démarquent de tous les autres Germains et, de la même façon, les Suèves nés libres se distinguent de leurs esclaves. Auprès d'autres peuples, cette pratique est rare, que ce soit par parenté avec les Suèves, ou, ce qui est courant, par imitation, et se limite d'ailleurs aux jeunes gens. Mais le Suève, c'est jusqu'à ce qu'elle blanchisse, qu'il rassemble sa chevelure hirsute pour l'attacher, souvent au sommet même du crâne. Les chefs se coiffent avec plus de recherche avec quel souci bien innocent de leur apparence! Ils ne le font pas parce qu'ils sont amoureux ou pour inspirer l'amour! Ils ne cherchent en somme qu'à se rendre plus imposants et plus effrayants. C'est pour les yeux des ennemis qu'ils partent en guerre si soigneusement parés. »

— Tacite, La Germanie, XXXVIII
On a retrouvé le chignon suève sur les hommes des tourbières d’Osterby et de Dätgen, dans l'arrondissement de Rendsburg-Eckernförde (Schleswig-Holstein). En 2000, on a retrouvé près de Lębork (Poméranie) une bouilloire en bronze dont la décoration représentait un homme avec un tel chignon.
D'autres représentations d'époque sont visibles sur la colonne Trajane, le chaudron de Musov, le bas-relief du Trophée de Trajan, et sur un bronze représentant un orant Germain conservé à la Bibliothèque nationale de France (ci-dessous).

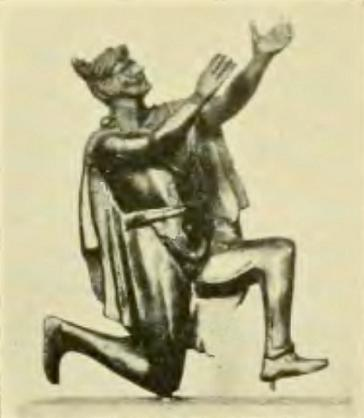
Bronze romain représentant un Germain orant : l'homme porte le chignon suève, allusion à son appartenance ethnique (Bibliothèque Nationale, Paris)
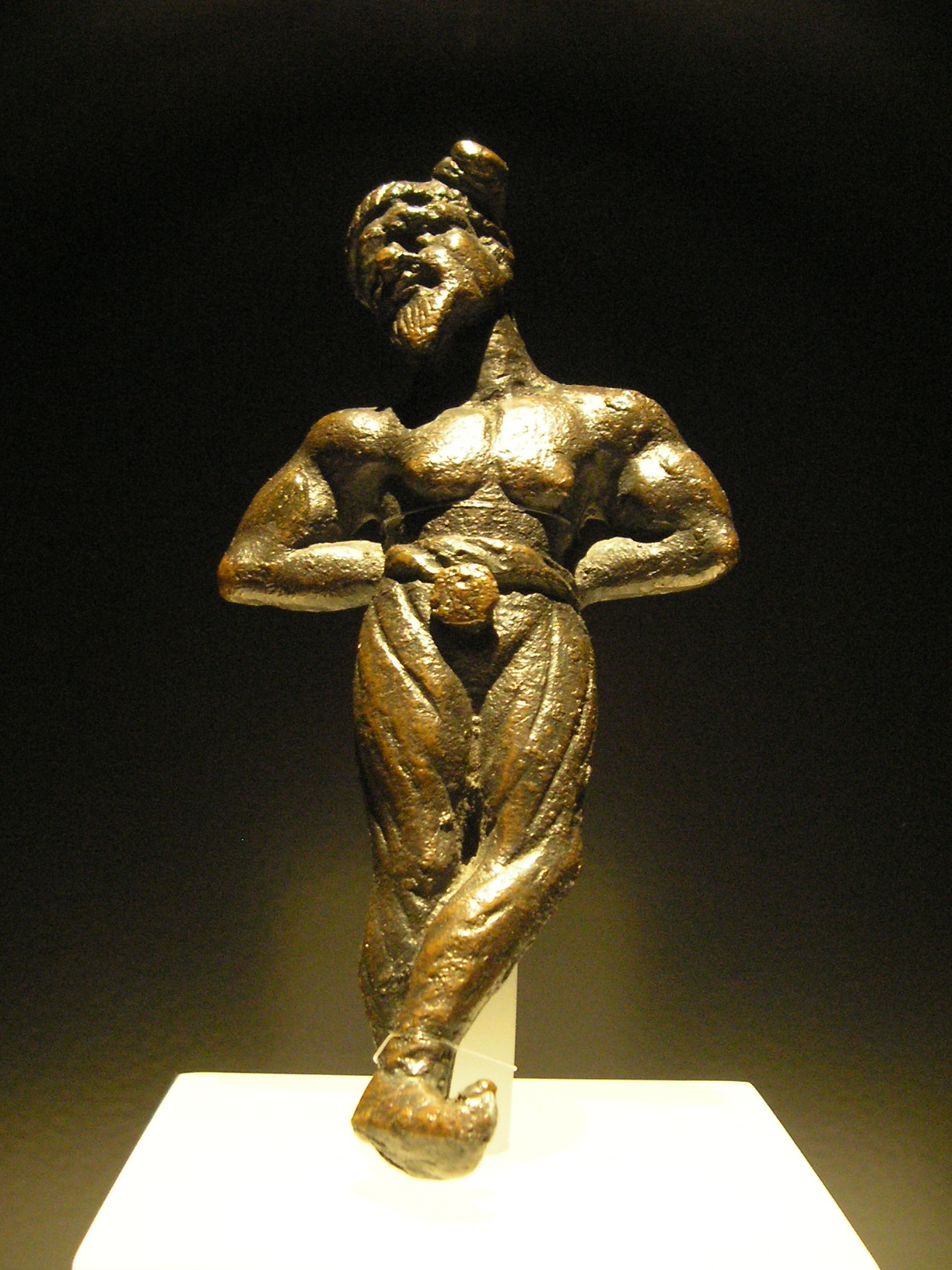
Prisonnier germain portant un chignon suève (bronze, musée romain de Vienne, Autriche)
Commémoration des anciens occupants suèves du site, le nœud caractéristique du « chignon suève » est représenté sur les armes de la commune d’Osterby (Schleswig-Holstein)
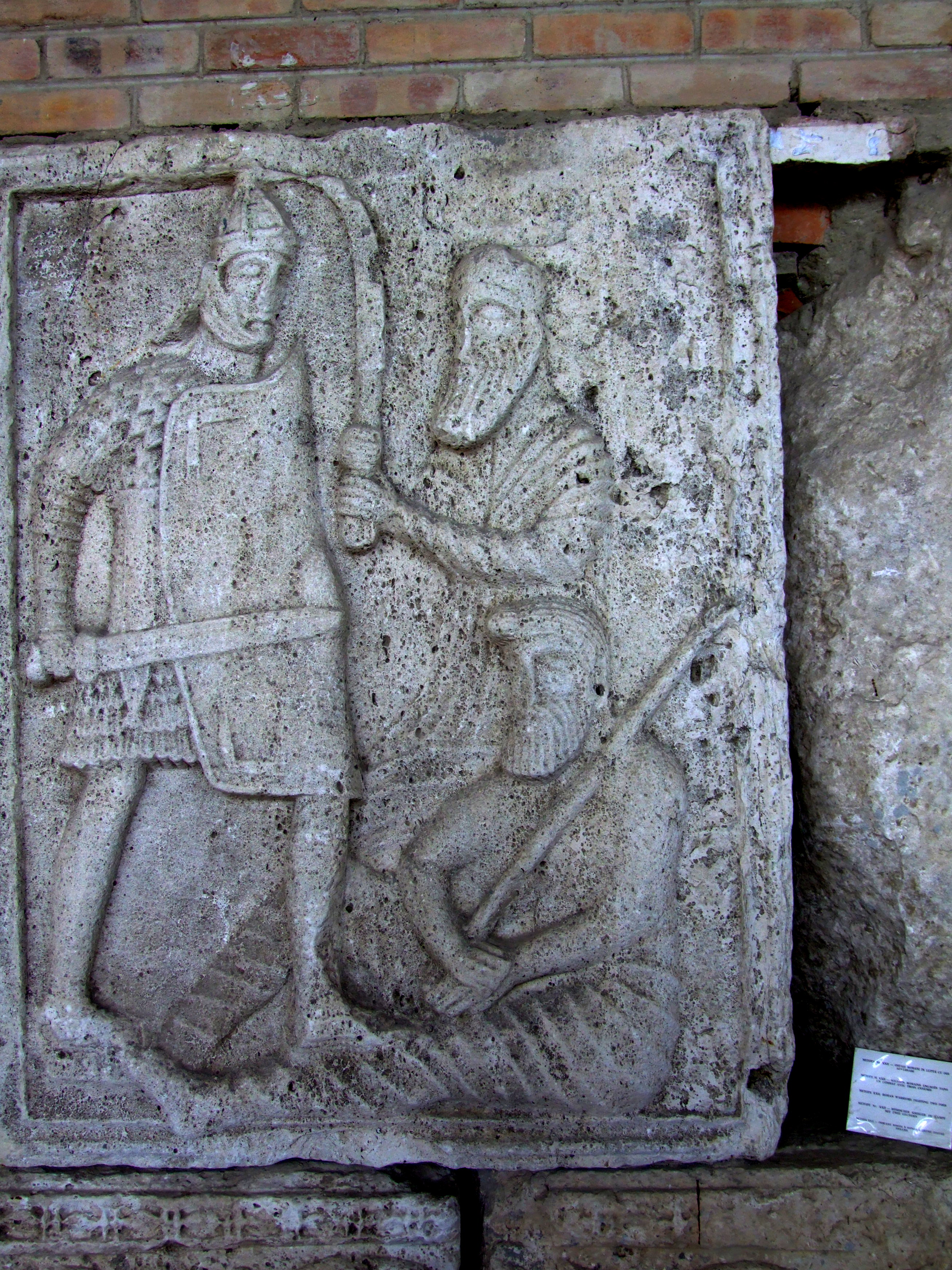
Tropaeum Traiani

## Technique
Les cheveux sont divisés à l'arrière en deux mèches uniformes, lissées et posées dans des directions opposées autour de la tête. D'un côté de la tête, généralement dans la région temporale, les deux brins sont serrés individuellement dans la même direction. Les deux brins sont ensuite torsadés, de sorte que la rotation des deux brins individuels se desserre quelque peu. Une boucle est formée à partir de la tresse résultante et l'extrémité de tresse en excès est mise en boucle à travers la boucle. Par détorsion naturelle, le nœud résultant se resserre et s'arrête sans autre aide.